# Economic Affairs
Economic Affairs is een peer reviewed wetenschappelijk tijdschrift dat wordt gepubliceerd door Wiley. De hoofdredacteur is Len Shackleton. Het tijdschrift is voornamelijk gericht op de toepassing van economische principes. Het tijdschrift beoogt: "to stimulate debate on economic and social problems by asking its authors, while analysing complex issues, to make their analysis and conclusions accessible to a wide audience."